# اندی فن در میده
اندی فن در میده (انگلیسی: Andy van der Meyde؛ زادهٔ ۳۰ سپتامبر ۱۹۷۹) بازیکن فوتبال اهل هلند بود.
از باشگاه‌هایی که در آن بازی کرده‌است می‌توان به باشگاه ورزشی پی‌اس‌وی آیندهوون، باشگاه فوتبال اورتون، باشگاه فوتبال اینتر میلان، باشگاه فوتبال توئنته، و باشگاه فوتبال آژاکس آمستردام اشاره کرد.
وی همچنین در تیم ملی فوتبال هلند بازی کرده‌است.